# 乙原村 (岐阜県郡上郡)
乙原村（おっぱらむら）は、かつて岐阜県郡上郡に存在した村である。
現在の下呂市金山町乙原に該当する。

## 歴史
- 1889年（明治22年）7月1日 - 町村制により、乙原村が発足。
- 1897年（明治30年）4月1日 - 弓掛村、卯野原村、祖師野村、岩瀬村、戸部村、東沓部村と合併し東村が発足。同日乙原村廃止。